# Ретина (деревня)
Ретина — деревня в Талицком городском округе Свердловской области, Россия.

## Географическое положение
Деревня Ретина муниципального образования «Талицкого городского округа» Свердловской области находится в 15 километрах (по автотрассе в 16 километрах) к востоку от города Талица, преимущественно на правом берегу реки Ретин (правый приток реки Пышма), в 2 километрах от устья. В деревне имеется пруд, а сама деревня расположена в национальном парке «Припышминские Боры».

## История деревни
В начале XX века в деревне все были православными крестьянами, которые занимались земледелием.

## Часовня
В начале XX века в деревне имелась часовня, освящённая во имя святого великомученика Димитрия.

## Население
| 2002 | 2010 | 2021 |
| ---- | ---- | ---- |
| 60   | ↘50  | ↗63  |